# 梅斯訥林山
47°33′36″N 15°05′08″E / 47.559922°N 15.085505°E

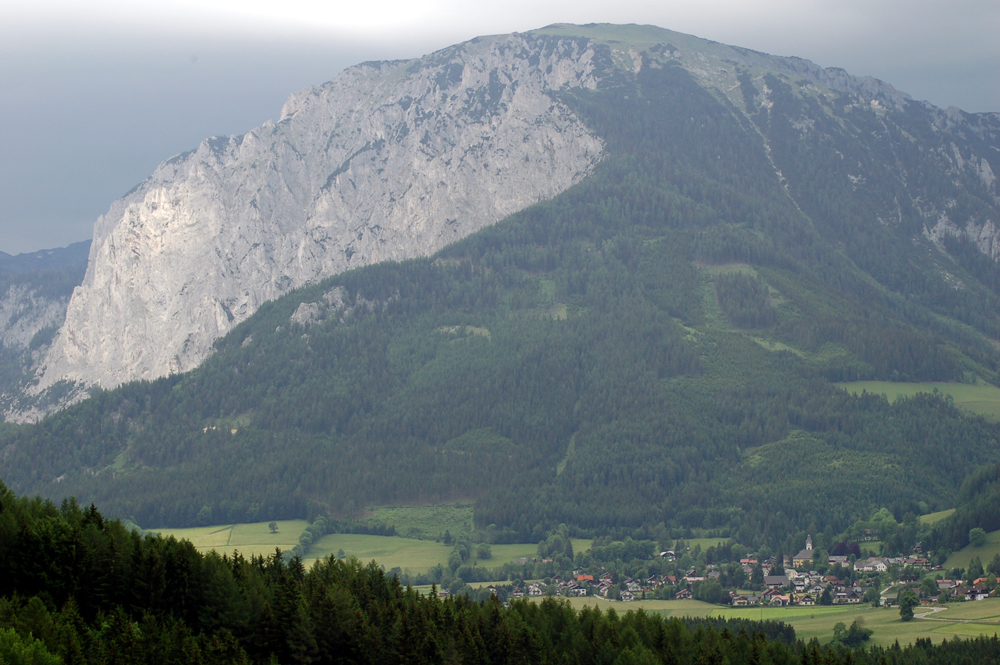

梅斯訥林山（德語：Meßnerin），是奧地利的山峰，位於該國西部，由施泰爾馬克州負責管轄，屬於上施瓦布山脈的一部分，海拔高度1,835米。